# Hypocala filicornis
Hypocala filicornis är en fjärilsart som beskrevs av Achille Guenée 1852. Hypocala filicornis ingår i släktet Hypocala och familjen nattflyn. Inga underarter finns listade i Catalogue of Life.